# Маршал (филм)
Маршал је хрватски филм из 1999. године који је режирао Винко Брешан. Филмску радњу чини наводна појава духа друга Тита тј. Маршала на једном малом острву у Јадрану и различите реакције људи на то. Главне улоге су поверене Дражену Кину, Линди Бегоњи, Илији Ивезићу, Иву Грeгуревићу и Борису Бузанчићу. Брешан је за Маршала добио награду за најбољег режисера у Карловим Варима, а сам филм је поред тога награђен са неколико награда и сматра се једном од најбољих хрватских комедија . Сам филм представља црнохуморну критику неких тенденција и збивања у хрватском друштву током `90, почевши од сумњиве приватизације до напрасног повећања верских осећаја код једног дела становништва, а посебну чар самом заплету дају ликови агента Мулдерића и докторке Скулић који су циљано базирани на главним ликовима серије „Досије Икс“ који се баве истраживањем паранормалних феномена (па самим тим и духова) за амерички ФБИ.

## Радња
Као неку врсту казнено поправног задатка због грешака на послу, сплитски милиционер Стипан добија налог да истражи сумњива кретања остарелих чланова СУБНОРа и некадашњих првобораца у свом родном градићу, на удаљеном јадранском острву коме је једина веза са светом трајект који долази једном недељно. По самом граду колају приче да су они на сахрани једног свог друга и саборца видели духа који их је узнемирио, а самог Стипана мештани затрпавају причама о духовима, вампирима, вукодлацима и којекаквим караконџулама. Његова истрага тапка у месту, јер га предводник некадашњих првобораца Маринко Чичин сматра издајником социјализма и сарадника непријатеља, а мештани само нагађају. Међутим током обиласка острва у разговору са средовечним брачним паром сликара из Загреба који своју инспирацију траже по острву сазнаје да се појавио дух друга Тита и он на том месту проналази неколико орденa. После недељу дана истраге, са доласком трајекта у градић долази повећа група пензионисанох првобораца НОПа, што градоначелник Лука, који је на транспарентим и јавним аукцијама приватизовао све државне објекте (хотел, музеј револуције) у граду, покушава да искористи да привуче такав тип туриста на острво, организући им првомајске параде, предаје штафета младости и сличне манифестације карактеристичне за време СФРЈ. У наредном трајекту на острву стижу и државни агенти Лијан Мулдерић и докторка Даница Скулић који се баве паранормалним феноменима са циљем да доведу истрагу до краја, чиме се заплет додатно компликује.

## Улоге
| Глумац          | Улога                  |
| --------------- | ---------------------- |
| Дражен Кун      | Стипан                 |
| Линда Бегоња    | Славица                |
| Илија Ивезић    | Маринко                |
| Иво Грегуревић  | Лука                   |
| Борис Бузанчић  | Јаков                  |
| Љубо Капор      | Бура                   |
| Инге Апелт      | Маре                   |
| Бојан Навојец   | Миуко                  |
| Предраг Вушовић | Тони                   |
| Борис Сврстан   | агент Лијан Мулдерић   |
| Ксенија Пајић   | докторка Даница Скулић |
| Влатко Дулић    | психијатар             |
| Ивица Видовић   | Мартин                 |
| Бисерка Ипса    | Ирена                  |
| Галијано Пахор  | доктор                 |
| Едо Перочевић   | Јуре                   |
| Рикард Брзеска  |                        |

## Награде и фестивали
- Берлин - филм је добио Награду Wolfang Staudte и Награду читалачког жирија новина Berliner Zeitung[2]
- Карлове Вари -  филм је награðен за најбољу режију[2]
- Пула -  добио је Велику златну арену за најбољи филм; Златну арену за најбољи сценарио; главну мушку улогу; музику и маску; Награда публике Златна врата Пуле[2][3]
- Филм је приказан и на фестивалима у Сан Себастиану, Валенсији и Палм Спрингсу.[2]
- Награда  Sinchro филм и video за режију[2]